# HD 173833
HD 173833，又名BD+18 3817，SAO 104087、HR 7067，是一颗恒星，视星等为6.17，位于銀經49.21，銀緯9.42，其B1900.0坐标为赤經18h 42m 18.1s，赤緯+18° 9.42′ 57″。